# Francisco Esteche
Francisco Javier Esteche Arce (né le 12 novembre 1973 à Asuncion au Paraguay) est un footballeur international paraguayen, qui évoluait au poste de milieu de terrain.

## Biographie

### Carrière en club
Avec le Club Olimpia, il remporte une Copa Libertadores en 2002.

### Carrière en sélection
Avec l'équipe du Paraguay, il joue 17 matchs (pour 2 buts inscrits) entre 1995 et 2001. 
Il figure dans le groupe des sélectionnés lors des Copa América de 1995 et de 1997, où son équipe atteint à chaque fois les quarts de finale.
Il joue également 6 matchs comptant pour les tours préliminaires de la coupe du monde, lors des éditions 1998 et 2002.

## Palmarès
- Champion du Paraguay en 1995, 1997, 1998, 1999 et 2000 avec le Club Olimpia
- Vainqueur de la Copa Libertadores en 2002 avec le Club Olimpia
- Vainqueur de la Recopa Sudamericana en 2002 avec le Club Olimpia
- Finaliste de la Coupe intercontinentale en 2002 avec le Club Olimpia